# Linda Cardellini
Linda Edna Cardellini (Redwood City, California; 25 de junio de 1975) es una actriz estadounidense de cine y televisión. Es conocida mundialmente por su papel de la estudiante de secundaria Lindsay Weir en la serie Freaks and Geeks (1999-2000), como la enfermera Samantha Taggart en la serie ER (2003-2009), el cual interpretó durante siete temporadas.Meg Rayburn en Bloodline (2015-2017) y  por su papel de Judy Hale en la serie de Netflix Dead to Me (2019-2022)
En películas, se le conoce por su papel de la adolescente Vilma Dinkley en las dos primeras películas con actores reales de Scooby-Doo, de Sara Whitaker en las películas Daddy's Home y Daddy's Home 2, y de Laura Barton, personaje secundario en las películas del Universo Cinematográfico de Marvel.

## Biografía
Cardellini nació en Redwood City, California, hija de Lorraine (Hernan; apellido de soltera) y Wayne David Cardellini. Tiene ascendencia italiana e irlandesa. Su primera vez frente al público ocurrió cuando apenas tenía 10 años de edad, cuando cantó en una actuación escolar. Luego de esto, comenzó a actuar en muchas producciones escolares y a tomar lecciones de actuación. Se graduó de la secundaria católica St. Francis High School en 1993, y tuvo su debut tres años más tarde cuando obtuvo un rol como Sarah en la serie infantil de la ABC Bone Chillers. Luego de esto, apareció como estrella invitada en varios programas de horario central como Paso a Paso o Boy Meets World, en donde interpretaba a Lauren, una chica que se interponía entre la pareja protagonista del show. Cardellini pasó el verano de 1999 en Europa como parte de una gira de producción de Lancelot, A 14th Century. Por primera vez apareció en la pantalla interpretando a una estudiante de buenas calificaciones con crisis de identidad, Lindsay Weir, en la serie de culto de la NBC Freaks and Geeks, que ganó un Emmy en la categoría de mejor reparto en series de comedia. Dicho papel le hizo merecedora de críticas positivas que la catapultaron a la fama.
Licenciada en arte dramático en el año 2001 en la Loyola Marymount University, Cardellini trabajaría luego en la adaptación en imagen real de la famosa serie de dibujos animados de Hanna-Barbera, Scooby-Doo, y más tarde en su secuela, interpretando a Vilma Dinkley. En 2007, fue elegida para interpretar a Clara en la miniserie de CBS Comanche Moon, una precuela de la serie Lonesome Dove del año 1980.
A lo largo de su carrera profesional ha participado también en otras películas como: el drama romántico Brokeback Mountain (2005); las comedias Daddy's Home (2015) y su secuela Daddy's Home 2 (2017); la cinta de terror The Curse of La Llorona (2019); o la premiada Green Book (2018). Además de su aparición como Laura Barton en diversas películas del Universo Cinematográfico de Marvel como Avengers: Age of Ultron (2015) o Avengers: Endgame (2019), y en la serie Hawkeye (2021).

## Vida personal
Linda sostuvo una relación con su coestrella de Freaks and Geeks, Jason Segel, un par de años luego de la cancelación de la serie. Linda gusta del arte (especialmente el de Margaret Keane y toma clases de artes marciales). En octubre de 2011, ella y su novio Steven Rodriguez anunciaron su embarazo. Dio a luz a su hija en febrero de 2012. Ella y Rodriguez se comprometieron en junio de 2013. Actualmente la actriz reside en Los Ángeles.

## Filmografía

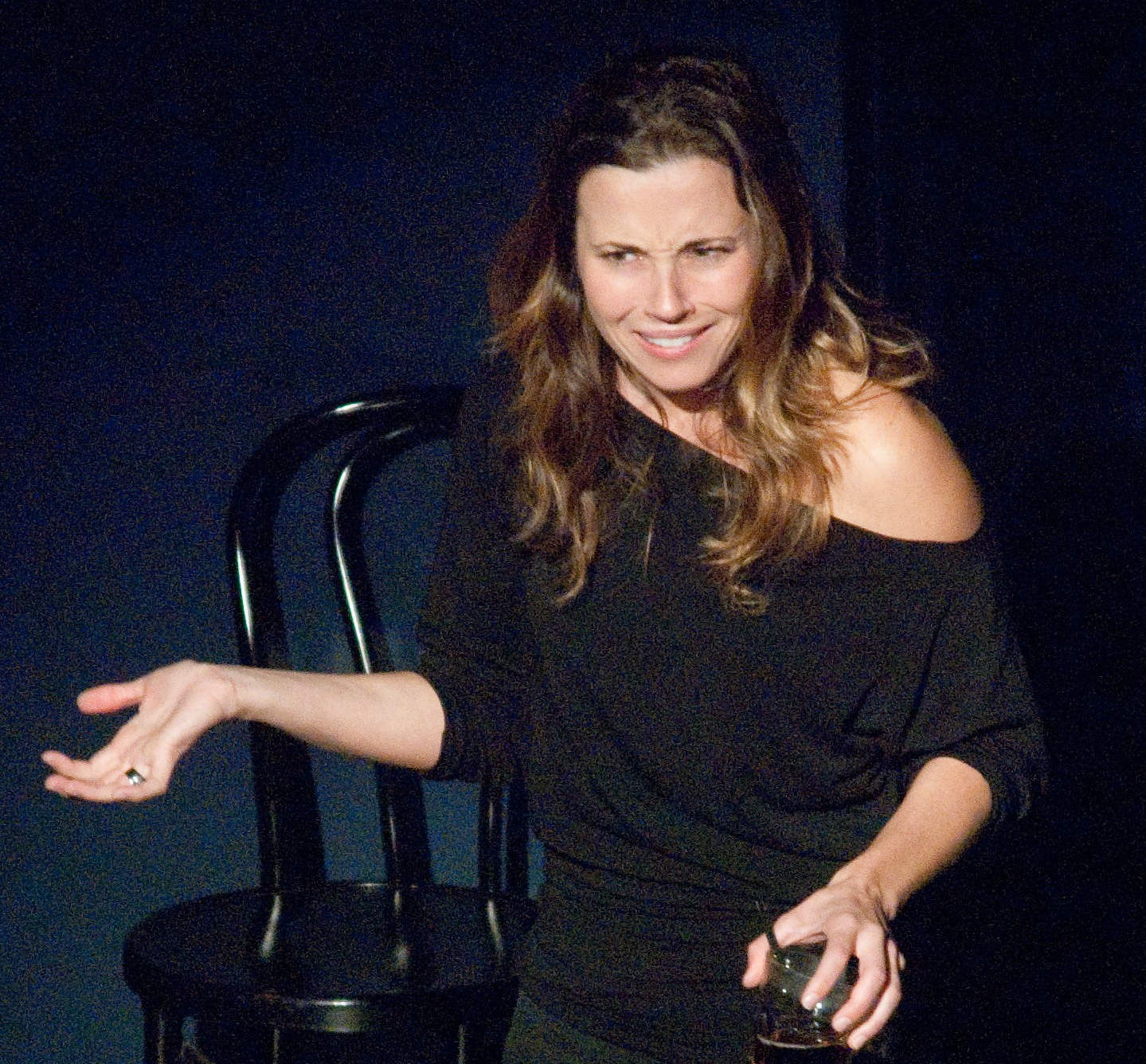
Linda Cardellini en 2010.

### Cine
| Año  | Título                          | Rol               | Notas            |
| ---- | ------------------------------- | ----------------- | ---------------- |
| 1997 | Good Burger                     | Heather           |                  |
| 1998 | Dead Man on Campus              | Kelly             |                  |
| 1998 | Strangeland                     | Genevieve Gage    |                  |
| 2000 | The Prince and the Surfer       | Melissa           |                  |
| 2001 | Legally Blonde                  | Chutney Windham   |                  |
| 2001 | The Unsaid                      | Shelly Hunter     |                  |
| 2002 | Scooby-Doo                      | Velma Dinkley     |                  |
| 2003 | Certainly Not a Fairytale       | Adelle            | Cortometraje     |
| 2004 | Scooby-Doo 2: Monstruos Sueltos | Velma Dinkley     |                  |
| 2004 | LolliLove                       | Linda             |                  |
| 2004 | Jiminy Glick in Lalawood        | Natalie Coolidge  |                  |
| 2005 | Brokeback Mountain              | Cassie Cartwright |                  |
| 2005 | American Gun                    | Mary Ann Wilk     |                  |
| 2006 | Grandma's Boy                   | Samantha          |                  |
| 2008 | The Lazarus Project             | Julie Ingram      |                  |
| 2010 | Super                           | Empleada          |                  |
| 2010 | Gleeclipse                      | Entrenadora       | Cortometraje     |
| 2011 | Kill the Irishman               | Joan Madigan      |                  |
| 2011 | Return                          | Kelli             |                  |
| 2012 | Red                             | Linda             | Cortometraje     |
| 2014 | Welcome to Me                   | Gina Selway       |                  |
| 2015 | Avengers: Age of Ultron         | Laura Barton      |                  |
| 2015 | Daddy's Home                    | Sara Whitaker     |                  |
| 2016 | The Founder                     | Joan Smith        |                  |
| 2017 | Lost in Austin                  | Leanne            |                  |
| 2017 | Daddy's Home 2                  | Sara Whitaker     |                  |
| 2018 | A Simple Favor                  | Diana Hyland      |                  |
| 2018 | Hunter Killer                   | Jane Norquist     |                  |
| 2018 | Green Book                      | Dolores Lip       |                  |
| 2019 | Avengers: Endgame               | Laura Barton      |                  |
| 2019 | The Curse of La Llorona         | Anna Tate-Garcia  |                  |
| 2020 | Capone                          | Mae Capone        |                  |
| 2023 | Guardianes de la Galaxia vol. 3 | Lylla             | Actuación de voz |
| 2024 | Nutcrackers                     | Gretchen Rice     |                  |
| 2025 | Nonnas                          | Olivia            |                  |

### Televisión
| Año       | Título                           | Rol                | Notas                                           |
| --------- | -------------------------------- | ------------------ | ----------------------------------------------- |
| 1996      | Bone Chillers                    | Sarah              | Elenco principal; 10 episodios                  |
| 1997      | 3rd Rock from the Sun            | Lorna              | Episodio: «Dickmalion»                          |
| 1997      | Pacific Palisades                | Sara               | 2 episodios                                     |
| 1997      | Clueless                         | Oddrey             | Episodio: «Chick Fight Tonight»                 |
| 1997      | Step by Step                     | Cassie Evans       | Episodio: «Girls Just Wanna Have Fun»           |
| 1998      | Promised Land                    | Amber              | Episodio: «Chasin' the Blues»                   |
| 1998      | Kenan y Kel                      | Becky              | Episodio: «Chicago Witch Trials»                |
| 1998–1999 | Guys Like Us                     | Jude               | 6 episodios (recurrente)                        |
| 1998–1999 | Boy Meets World                  | Lauren             | 4 episodios                                     |
| 1999      | Dying to Live                    | Leslie Dugger      | Película de televisión                          |
| 1999      | The Lot                          | June Parker        | 4 episodios                                     |
| 1999–2000 | Freaks and Geeks                 | Lindsay Weir       | Protagonista; 18 episodios                      |
| 2003      | The Twilight Zone                | Ali Warner         | Episodio: «The Path»                            |
| 2003–2009 | ER                               | Samantha Taggart   | Elenco principal; 126 episodios                 |
| 2005–2021 | Robot Chicken                    | Varios personajes  | Actuación de voz; 5 episodios (recurrente)      |
| 2007      | Human Giant                      | Melody Richards    | Episodio: «Mind Explosion»                      |
| 2008      | Comanche Moon                    | Clara Forsythe     | 3 episodios                                     |
| 2009      | The Good Family                  | Bliss Goode        | Actuación de voz; 13 episodios                  |
| 2011      | Person of Interest               | Dra. Megan Tillman | Episodio: «Cura Te Ipsum»                       |
| 2011–2013 | Scooby-Doo! Mystery Incorporated | Marcy Fleach       | Actuación de voz; 8 episodios                   |
| 2012–2015 | Regular Show                     | C.J.               | Actuación de voz; 24 episodios                  |
| 2012–2016 | Gravity Falls                    | Wendy Corduroy     | Actuación de voz; 31 episodios                  |
| 2013      | Out There                        | Sharla             | Actuación de voz; 5 episodios                   |
| 2013–2016 | Sanjay y Craig                   | Megan Sparkley     | Actuación de voz; 42 episodios                  |
| 2013–2015 | Mad Men                          | Sylvia Rosen       | 9 episodios                                     |
| 2014      | New Girl                         | Abby Day           | 3 episodios                                     |
| 2015–2017 | Bloodline                        | Meg Rayburn        | Elenco principal; 33 episodios                  |
| 2019–2022 | Dead to Me                       | Judy Hale          | Protagonista; 26 episodios                      |
| 2020      | Muppets Now                      | Ella misma         | Invitada especial; 6 episodios                  |
| 2021      | Hawkeye                          | Laura Barton       | Elenco recurrente; 5 episodios                  |
| 2024      | Creature Commandos               | Elizabeth Bates    | Actuación de voz; episodio: «Chasing Squirrels» |
| 2024      | No Good Deed                     | Margo Starling     | Protagonista; 8 episodios                       |